# Arkys soosi
Arkys soosi là một loài nhện trong họ Araneidae.
Loài này thuộc chi Arkys. Arkys soosi được miêu tả năm 1982 bởi Balogh.